# XOSL
XOSL ist ein Akronym für Extended Operating System Loader und ist ein freier Boot-Loader wie GRUB und LILO, mit dem Ziel der Benutzerfreundlichkeit. Er lässt sich sehr einfach installieren und bedienen und unterstützt alle gängigen Betriebssysteme. Er bietet beim Booten eine grafische Oberfläche, kann beim Booten automatisch Tastenkombinationen abspielen und vieles mehr. Die Software wurde von Geurt Vos geschrieben.
XOSL unterliegt der GNU General Public License, ist also freie Software, welche im Quellcode vorliegt und frei kopiert, verändert und verbreitet werden darf.
Die aktuelle Version ist seit Ende 2000 die Version 1.1.5.
Bis zum Jahr 2004 gab es eine Domain www.xosl2.com, von welcher das Programm bezogen werden konnte. Seit dem Jahre 2005 ist diese Domain nicht mehr aktiv. 2002 wurde das Programm auch ins Deutsche übersetzt.